# Wappen der Stadt Markneukirchen
Das Wappen der Stadt Markneukirchen ist ein Hoheitszeichen der Stadt Markneukirchen im sächsischen Vogtlandkreis und damit dem sächsischen Vogtland.

## Blasonierung
Die Blasonierung ist in §2 der Hauptsatzung der Stadt geregelt und lautet dort wie folgt:

„Das Wappen zeigt einen nach links aufgerichteten Löwen mit doppeltem, über den Rücken emporgeschwungenem Schweif. Aus dem geöffneten Rachen schlägt die rote Zunge hervor.“

Der Löwe ist dabei rechtsgewendet, rotbewehrt und liegt in Blau mit goldenem Schildbord.

## Geschichte
Die Gründerschaft der Vögte zeigt sich im Stadtwappen. Ähnlich wie in die Wappen vieler vogtländischer Kommunen zeigt das Wappen den vogtländischen Löwe, der sich aus dem Stammwappen der Vögte von Weida, Gera und Plauen herleitet, von denen letztgenannte die Stadt gründeten.

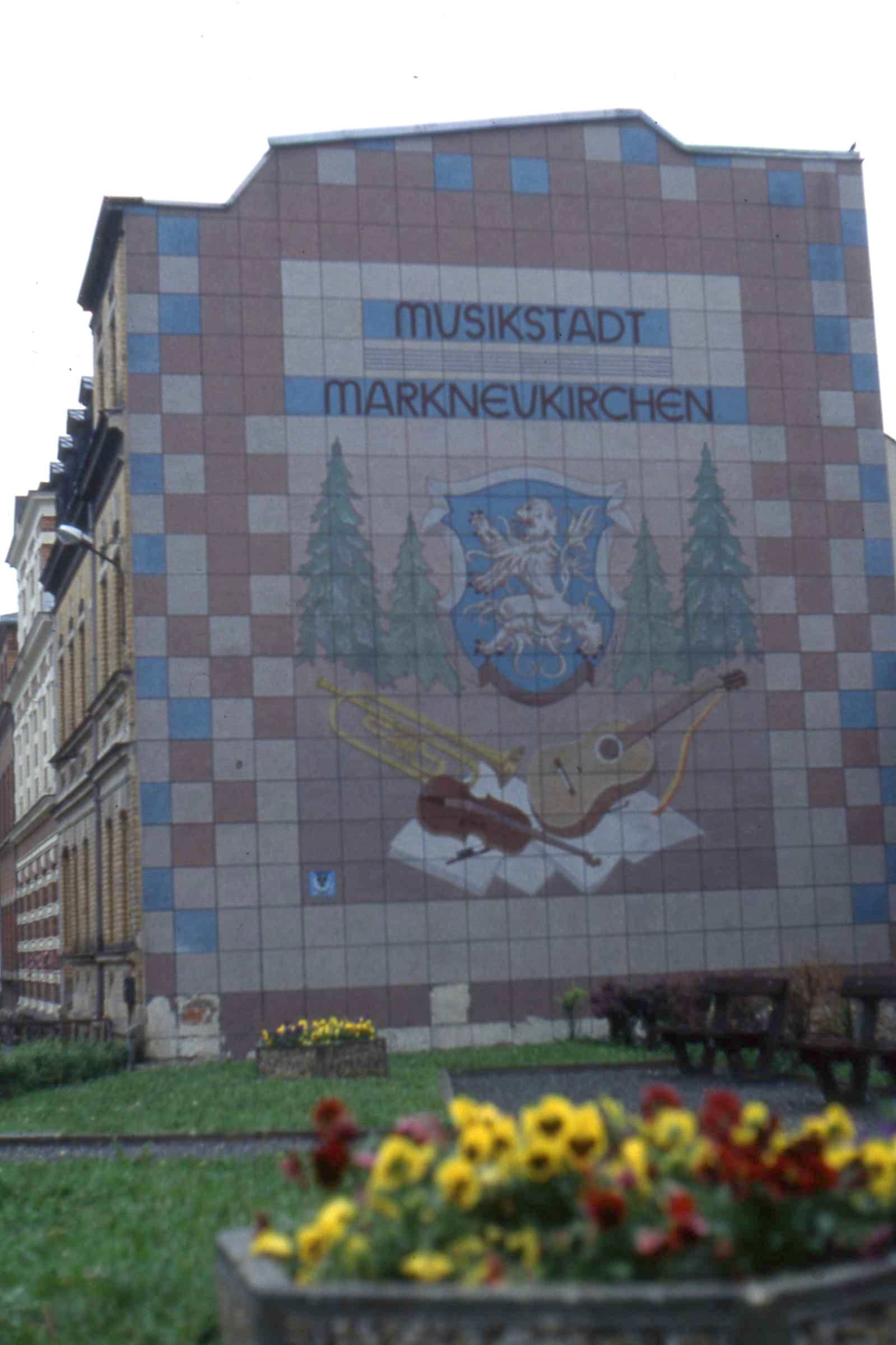
Abgewandeltes Stadtwappen mit Verweis auf den Musikwinkel
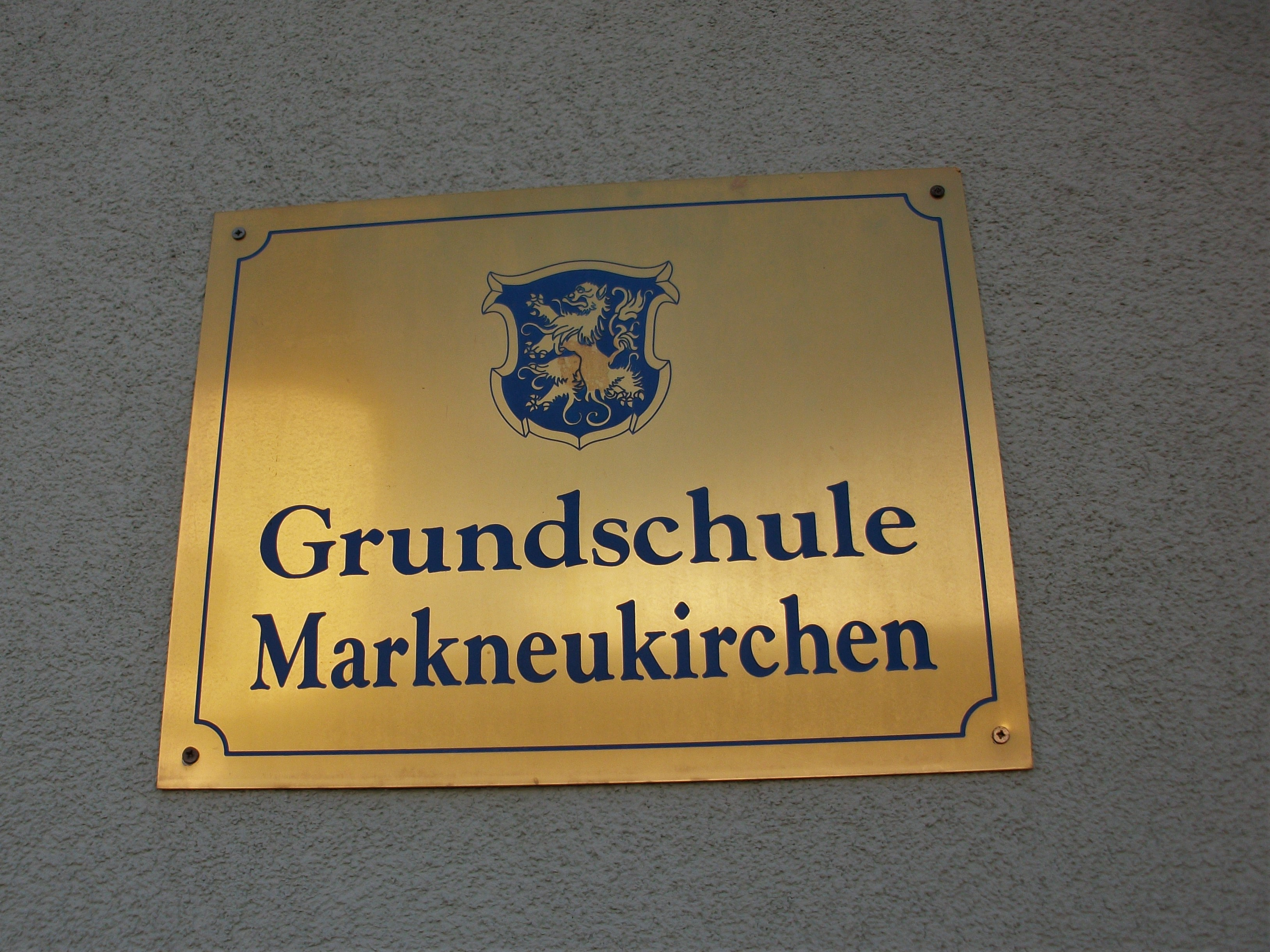
Eingangstafel der örtlichen Grundschule
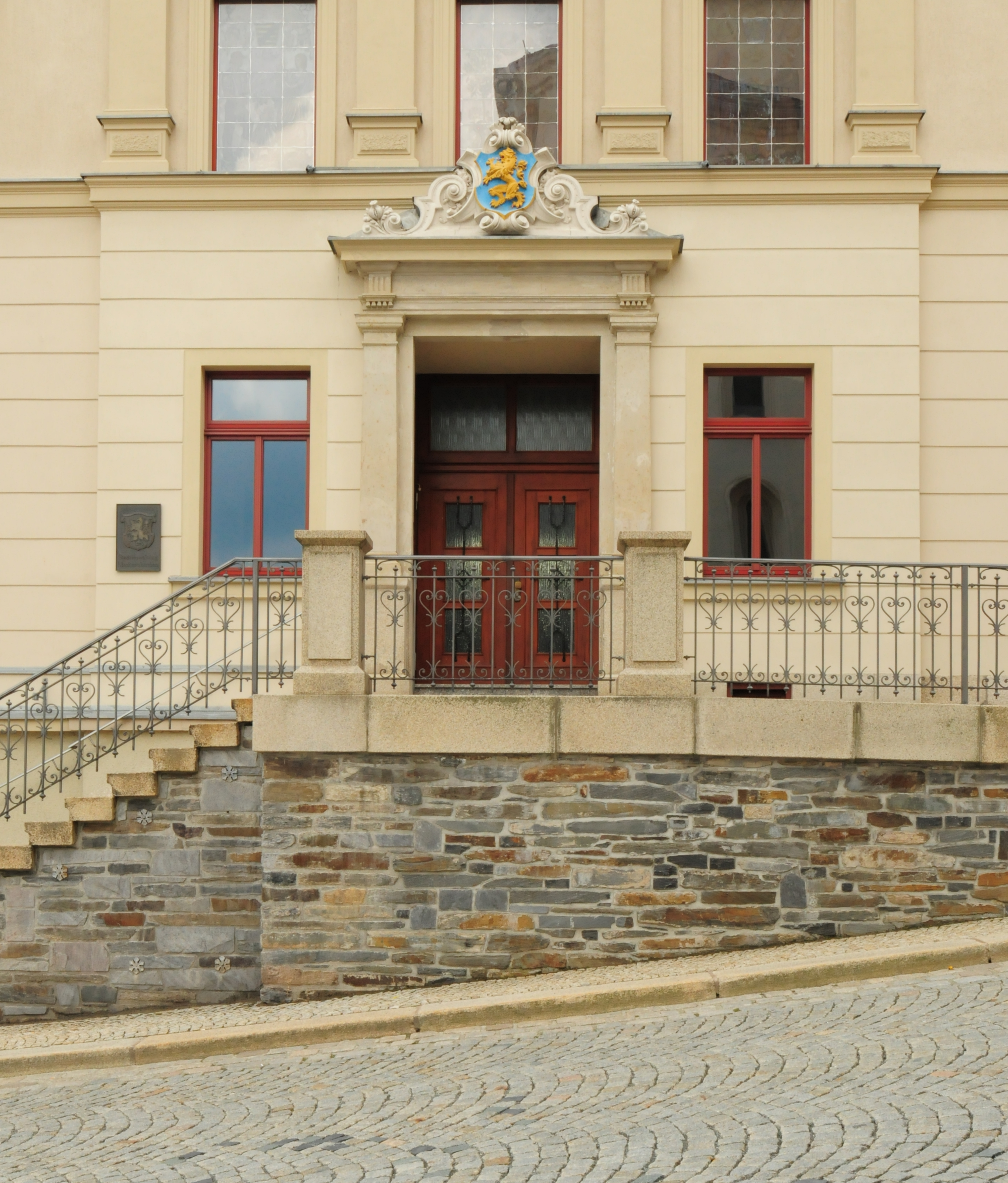
Rathauseingang mit Wappen

## Flagge
Die Flagge ist in den Stadtfarben Gelb-Blau gehalten mit aufgelegtem Stadtwappen.

## Belege
1. ↑  Stadt Markneukirchen: Hauptsatzung der Stadt Markneukirchen. 23. Januar 2014, abgerufen am 28. September 2023.
2. ↑  §2 (3) Hauptsatzung